# 10 Items or Less
10 Items or Less é uma série de televisão estadunidense de comédia, parte roteirizada, parte improvisada, criada por Nancy Hower, John Lehr e Robert Hickey. É filmada em um supermercado real chamado Jon's em Reseda, California, onde seus fregueses usuais são usados como figurantes.
A série estreou no canal TBS em 27 de novembro de 2006, e foi até 25 de dezembro de 2006. Sua primeira temporada conta com apenas 5 episódios. Em 13 de março de 2007, TBS anunciou que o programa ganharia uma segunda temporada de 8 episódios. A segunda temporada estreou nos Estados Unidos em 15 de janeiro de 2008, com seu último episódio indo ao ar em 4 de março de 2008.
No Brasil, o programa foi ao ar pela primeira vez em 4 de março de 2008, no canal por assinatura Sony Entertainment Television, às 20:30, no bloco de comédia chamado Pi.

## História
Estrelada por John Lehr como um executivo mal sucedido de Nova York que volta para sua cidade natal, Dayton, para tomar conta do supermercado familiar quase falido de seu pai. O programa tem como set um supermercado fictício chamado Greens & Grains (Cereais & Vegetais).

## Personagens
Personagens principais
- Leslie Pool (John Lehr)[1]
- Amy Anderson (Jennifer Elise Cox)[1]
- Ingrid Wakowski (Kirsten Gronfield)
- Yolanda Nelson (Roberta Valderrama)[1]
- Todd Sykes (Chris Payne Gilbert)
- Carl Dawson (Bob Clendenin)
- Richard Mednick (Christopher Liam Moore)
- Buchwald Washington (Greg Davis Jr.)

## Episódios

### Primeira temporada: 2006
- 1.º episódio: The New Boss
- 2.º episódio: The Miracle Worker
- 3.º episódio: Health Insurance
- 4.º episódio: What Women Want
- 5.º episódio: Bag It

### Segunda temporada: 2008
- 6.º episódio: Dollar Day Afternoon
- 7.º episódio: Forever Young
- 8.º episódio: To Heir Is Human
- 9.º episódio: First Time
- 10.º episódio: The Bromance
- 11.º episódio: Amy Strikes Back
- 12.º episódio: Illegal Alien
- 13.º episódio: The Ren Fair